# Famille O'Connor de Kerry

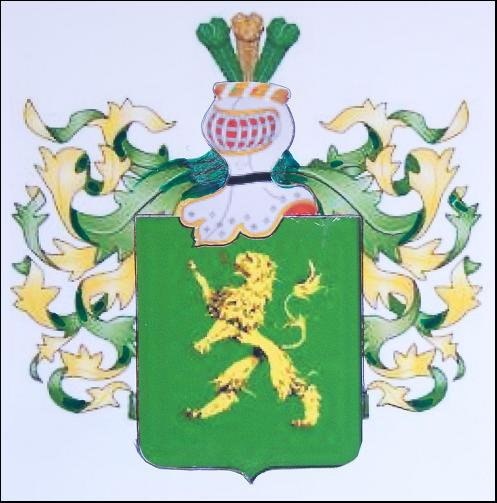
Armes O'Connor Kerry

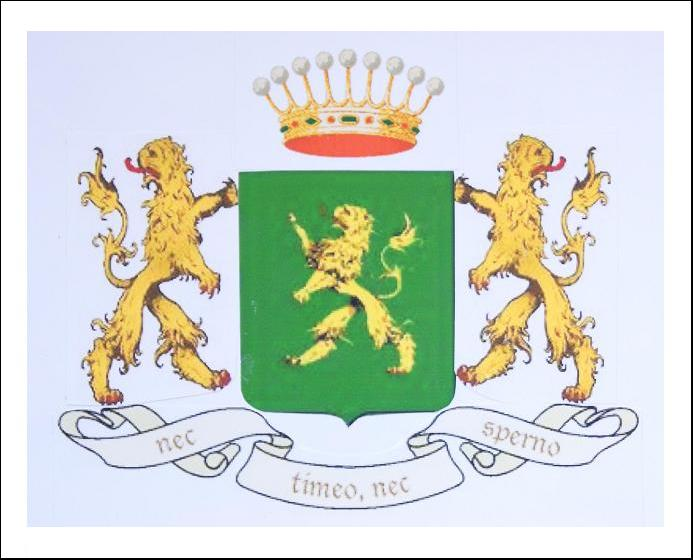
Armoiries du comte Thomas O'Connor de Kerry

La famille O'Connor de Kerry est une famille de la noblesse irlandaise originaire du Kerry.

## Histoire
Le nom de Kerry vient de Ciarraga, le premier des O'Connor qui s'empara de ce territoire. Au XIIe siècle, son descendant Mahon O'Connor était inscrit sur les annales comme roi de Kerry et de Corkaguinny ainsi que comme héritier du trône de Cashel. Son fils Dermot fit construire le château d'Ardee en 1146.

### Conflits avec les O'Brien
En 1138, les O'Brien avec l'aide des O'Connor attaquèrent et tuèrent Cormac Mac Carthy. Ce méfait fut le point de départ du déclin de leur dynastie. Le fils de Cormac Mac Carthy, pour venger son père fit acte de soumission au roi Henri II d'Angleterre et l'engagea à envahir le Kerry. Les troupes des O'Connor furent  vaincues à la bataille de Lixnaw. Le clan des O'Connor dut se retrancher dans les limites du comté de Kerry avec le château de Carrick-a-Foyle comme point de ralliement.

### Traités et fondation de monastère
Finalement, Mathieu O'Connor signa un traité de paix avec le roi d'Angleterre selon lequel, en échange de l'abandon de ses droits sur le Munster, il reçut les baronnies d'Iraghti et de Truganacmy. En 1478, Jean O'Connor de Kerry fonda le monastère des franciscains de Lislaughlin sur le Shannon.

### Guerres au XVIIe siècle
Au XVIIe siècle, Jean O'Connor, surnommé Jean "des Batailles" en raison des nombreux combats auxquels il participa entra en guerre contre la reine Élisabeth au côté de son oncle le comte de Tommond. Il mourut en 1640 sans héritier, mais sa famille se composait alors de sept branches. La lutte contre les Anglais fut poursuivie par le neveu de Jean des Batailles : Jean « du Vin ». Fait prisonnier par l'armée anglaise, il fut décapité à Tralee en 1652.

## Exil en France
Chassée par les Anglais, une branche des O'Connor de Kerry se réfugia en France au cours de la deuxième moitié du XVIIe siècle. Ils se mirent au service de leur nouvelle patrie et combattirent dans la Brigade irlandaise des Armées du Roi de France. Pas moins de treize O'Connor ont servi comme officiers dans les régiments de Dillon, Limerick, Clare, Albemarle, Rothe, Berwick et Walsh de 1692 à 1791. La majorité d'entre eux ont dû faire leurs preuves de noblesse pour rentrer à l'École royale militaire. Par ailleurs, les O'Connor ont voté noble à l'Assemblée des États Généraux de 1789. 
La branche française des O'Connor de Kerry s'est éteinte à la fin du XXe siècle en la personne de Gérald O'Connor, ambassadeur de France.

## Titres et seigneuries

### En Irlande
Prince de Kerry, baron d'Iraghti, baron de Truganacmy, seigneur de Tarbet, seigneur de Fieries.

### En France
Thomas O'Connor, chevalier de Saint-Louis, a été créé comte par Louis XV en 1722. Mort sans postérité.

### En Autriche
Daniel O'Connor, général au service de l'Autriche, a été créé baron en 1879.

## Sources
- Jean-Patrice O'Connor: Les O'Connor de Kerry et la brigade irlandaise
- John O'Hart: Irish Pedigrees or the Origin and Stem of the Irish Nation
- E. de Serreville et F. de Saint Simon: Dictionnaire de la noblesse française - Supplément